# MBC 뉴스데스크 경남
《MBC 뉴스데스크 경남》은 MBC 경남 TV에서 매주 월요일부터 목요일 오후 8시 20분, 금요일, 일요일 오후 8시 10분에 방송 중인 경남 지역 메인 뉴스 프로그램이다.

## 개요
MBC 경남 뉴스데스크로 읽는다.

## 앵커

### 창원
| 대수 | 앵커   | 앵커   | 진행 기간                           | 비고                    |
| 대수 | 남성   | 여성   | 진행 기간                           | 비고                    |
| ---- | ------ | ------ | ----------------------------------- | ----------------------- |
| 1대  | 박종웅 | 서수진 | 일자 미상 ~ 일자 미상               |                         |
| 2대  | 박종웅 | 이은지 | 일자 미상 ~ 일자 미상               |                         |
| 3대  | 남두용 | 이은지 | 일자 미상 ~ 2015년 6월 12일         | [ 1 ]                   |
| 4대  | 남두용 | 이윤선 | 2015년 6월 15일 ~ 2015년 6월 19일   |                         |
| 5대  | 오정남 | 이은민 | 2015년 6월 22일 ~ 일자 미상         | [ 2 ] [ 3 ] [ 4 ]       |
| 6대  | 김진철 | 이은민 | 일자 미상 ~ 2016년 3월 25일         |                         |
| 7대  | 김형신 | 이은민 | 2016년 3월 28일 ~ 2016년 8월 19일   |                         |
| 8대  | 이상훈 | 이은민 | 2016년 8월 22일 ~ 2017년 1월 6일    |                         |
| 9대  | 이상훈 | 김지윤 | 2017년 1월 9일 ~ 2017년 1월 16일    |                         |
| 10대 | 문철진 | 김지윤 | 2017년 1월 17일 ~ 2017년 1월 25일   |                         |
| 11대 | 김용석 | 김지윤 | 2017년 1월 30일 ~ 2017년 6월 30일   |                         |
| 12대 | 김용석 | 김세희 | 2017년 7월 3일 ~ 일자 미상          |                         |
| 13대 | 문철진 | 김세희 | 일자 미상 ~ 2018년 11월 30일        | [ 5 ] [ 6 ] [ 7 ] [ 8 ] |
| 14대 | 문철진 | 빈칸   | 2018년 12월 1일 ~ 2018년 12월 9일   |                         |
| 15대 | 김진철 | 빈칸   | 2018년 12월 10일 ~ 2018년 12월 31일 |                         |
| 16대 | 문철진 | 김혜민 | 2019년 1월 1일 ~ 2019년 12월 31일   | [ 9 ] [ 10 ] [ 11 ]     |
| 17대 | 이상훈 | 빈칸   | 2020년 1월 1일 ~ 2020년 7월 19일    |                         |
| 18대 | 윤동현 | 빈칸   | 2020년 7월 20일 ~ 2020년 12월 31일  | [ 12 ]                  |
| 19대 | 이상훈 | 김혜민 | 2021년 1월 1일 ~ 2021년 12월 26일   | [ 13 ] [ 14 ]           |
| 임시 | 이상훈 | 빈칸   | 2021년 12월 27일 ~ 2021년 12월 31일 |                         |
| 20대 | 이상훈 | 백율희 | 2022년 1월 1일 ~ 2022년 3월 20일    | [ 15 ] [ 16 ]           |
| 21대 | 빈칸   | 백율희 | 2022년 3월 21일 ~ 2024년 12월 31일  | [ 17 ]                  |
| 22대 | 윤동현 | 빈칸   | 2025년 1월 1일 ~ 현재               | [ 18 ]                  |

### 진주
| 대수 | 앵커   | 앵커   | 진행 기간                          | 비고   |
| 대수 | 남성   | 여성   | 진행 기간                          | 비고   |
| ---- | ------ | ------ | ---------------------------------- | ------ |
| 1대  | 빈칸   | 정은희 | 일자 미상 ~ 일자 미상              |        |
| 2대  | 빈칸   | 박윤희 | 일자 미상 ~ 일자 미상              |        |
| 3대  | 김진철 | 빈칸   | 2019년 2월 11일 ~ 2019년 12월 31일 | [ 19 ] |

## 경쟁 프로그램
- KBS 뉴스 9 경남 (KBS 창원 1TV)
- KNN 뉴스아이 (KNN TV)